# 入侵者們的晚餐
《入侵者們的晚餐》（日语：侵入者たちの晩餐）是於2024年1月3日21:00至22:54，在日本電視台系列播出的特別電視劇。主演為菊地凛子，劇本由笨蛋節奏執筆。
本劇為在2023年1月播出的《重啟人生》結束後所企劃，由該劇原班製作團隊負責製作，是一部描寫三名女性潛入豪宅的懸疑電視劇。
本劇榮獲評選亞洲優秀影視作品的「ContentAsia Awards 2024」最高榮譽金獎

## 劇情大綱
在某個月黑風高的晚上，有三個女人偷偷潛入某間豪宅。原本在家事服務公司工作、安分守己地生活著的她們，為何會變成共犯？而在那裡等著她們的，究竟是絕望還是希望？

## 演員陣容

### 主要人物
田中亞希子（たなか あきこ）
飾演 - 菊地凛子
家事服務公司「Sélène」的清潔員工。
小川惠（おがわ めぐみ）
飾演 - 平岩紙
家事服務公司「Sélène」的料理員工，與亞希子是熟人。
江藤香奈惠（えとう かなえ）
飾演 - 吉田羊
與惠在瑜珈教室認識的朋友。

### 周邊人物
藤崎奈津美
飾演 - 白石麻衣
家事服務公司「Sélène」的CEO，前寫真偶像。住在三人闖入的高級公寓中。
重松洋介
飾演 - 池松壯亮
背負秘密的快遞員。
毛利貴弘
飾演 - 角田晃廣
奈津美所住公寓的接待員。

### 其他人物
刑警
飾演 - 野間口徹
負責審訊亞希子的刑警。
荒井秀治
飾演 - 勢登健雄
香奈惠的前夫，與奈津美有外遇，離婚後仍繼續交往。
查察官
飾演 - 日下部千太郎
國稅局查察官，搜索奈津美的住處。
律師
飾演 - 角南範子
試圖阻止香奈惠提告丈夫外遇對象的律師。
路人
飾演 - 堀丞
洋介被壓制時經過現場，被請求通報警察。
播報員
飾演 - 渡邉結衣（日本電視台播報員）
播報藤崎奈津美因逃漏稅被逮捕的新聞。

## 製作團隊
- 劇本 - 笨蛋節奏[11]
- 導演 - 水野格[11]
- 配樂 - fox capture plan
- 家事顧問 - 星野八潮子（Mini Maid Service 株式會社）
- 鎖具顧問 - 寺本龍次
- 瑜珈指導 - 密山禮巳
- 警察監修 - 大橋菊夫、石坂隆昌
- 動作指導 - 柴原孝典
- 特效 - 田中貴志、諸星勲
- 製作人 - 小田玲奈、榊原真由子、柴田裕基（AX-ON）、鈴木香織（AX-ON）
- 總製作人 - 三上絵里子
- 企劃協力 - 馬戲藝能社[11]
- 製作協力 - AX-ON
- 製作著作 - 日本電視台

## 獎項
- 東京國際戲劇節2024 單發特別劇部門 優秀賞[12]